# Coenosia xenia
Coenosia xenia este o specie de muște din genul Coenosia, familia Muscidae, descrisă de Malloch în anul 1922. Conform Catalogue of Life specia Coenosia xenia nu are subspecii cunoscute.